# Utopia Planitia
Utopia Planitia je planina na severní polokouli Marsu vzniklá pravděpodobně dopadem mimoplanetárního tělesa na povrch planety.

## Charakteristika
Tato planina se rozkládá na území o rozloze (průměru) okolo 3300 km, což z ní činí největší známou impaktní strukturu na povrchu Marsu a taktéž ve Sluneční soustavě. Část planiny je pokryta lávou a pravděpodobně i permafrostem.
V oblasti planiny přistála 3. září 1976 americká sonda Viking 2, a dále 15. května 2021 čínský rover Ču-žung v rámci mise Tchien-wen-1.